# Blake Shelton
Blake Tollison Shelton (nascut el 18 de juny de 1976) és un cantant de country estatunidenc. L'any 2001, va debutar amb el senzill "Austin". Aquesta cançó va estar cinc setmanes com a número u de la llista Billboard Hot Country Songs.
Els seus àlbums segon i tercer, The Dreamer (2003) i Blake Shelton's Barn & Grill, van obtenir les qualificacions d'or i platí, respec tivament. Elseu quart àlbum, Pure BS (2007), va tornar-se a llançar l'any 2008 amb una versió de "Home", de Michael Bublé com a un dels bonus tracks. El seu cinquè àlbum, Startin' Fires va ser llançat al novembre de 2008. El seguiren el àlbums Red River Blue (2011), Based on a True Story... (2013), Bringing Back the Sunshine (2014), If I'm Honest (2016), Texoma Shore (2017) i Fully Loaded: God's Country (2019).
Al llarg de la seva carrera, Shelton ha rebut nou nominacions als Premis Grammy, dues de les quals per a Millor Àlbum de Country.

## Joventut
Blake Tollison Shelton va néixer a Ada, Oklahoma, fill de Dorothy Ann (nascuda Bristol) (nascuda el 1936), propietaria d'un saló de bellesa, i Richard Lee "Dick" Shelton (1940-2012), venedor d'automòbils. Shelton va començar a cantar a una edat primerenca i als 12 anys, el seu oncle li va ensenyar a tocar la guitarra. Als 15 anys ja havia escrit la seva primera cançó. Als 16 anys, havia rebut un Denbo Diamond Award al seu estat natal. El 13 de novembre de 1990, el seu germà gran, Richie Shelton, va morir en un accident d'automòbil als 24 anys.
Després de graduar-se a l'escola secundària als 17 anys, es va traslladar a Nashville, Tennessee, per seguir una carrera de cantant. Allà va aconseguir una feina en una editorial de música i, el 1997, va ser ajudat per Bobby Braddock per obtenir un contracte de producció amb Sony Music.

## Carrera musical
2001–2006

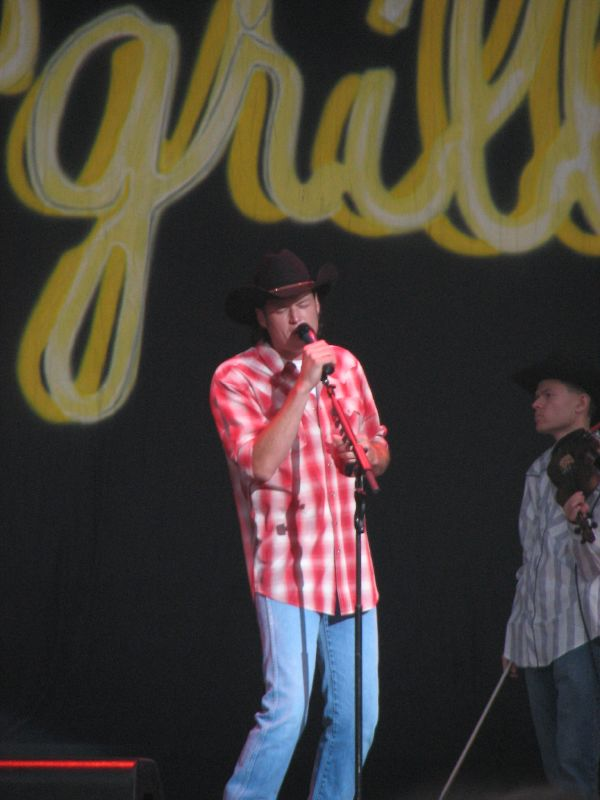
Shelton actuant a la fira del comtat de Crawford a Meadville, PA, l'agost de 2005

Uns anys més tard, a Nashville, va signar amb Giant Records. El 2001, estava programat per llançar una cançó titulada "I Wanna Talk About Me" com a senzill. No obstant això, el personal del segell va considerar que la cançó no era adequada per a un senzill inicial, i la cançó va ser finalment gravada per Toby Keith, la versió del qual va ser un senzill número 1.
En canvi, Giant va llançar "Austin" com el senzill debut de Shelton. Poc després de la publicació d'aquesta cançó, Giant Records es va tancar i Shelton va ser transferida a la companyia matriu Warner Bros. Records. "Austin" es va convertir en el primer èxit número u de Shelton a les llistes de Billboard Hot Country Singles & Tracks (ara Hot Country Songs) i va passar cinc setmanes en aquesta posició. Warner va llançar l'àlbum debut homònim de Shelton, que va ser produït pel compositor Bobby Braddock. També va produir els 20 millors èxits "All Over Me", que Shelton va coescriure amb Earl Thomas Conley i Mike Pyle, i "Ol' Red". Encara que la interpretació de "Ol' Red" de Shelton no va ser un gran èxit de ràdio, ell la considera la seva cançó característica, i s'ha fet popular en concert. L'àlbum va rebre una certificació de platí de la "Recording Industry Association of America" (RIAA) per a enviaments d'1.000.000 de còpies.
L'àlbum va rebre una crítica positiva de Maria Konicki Dinoia d'Allmusic, qui va qualificar "Austin" de "tremendament imaginatiu" i va elogiar Shelton per incloure cançons escrites per Braddock i Conley. El "Country Standard Time" va ser menys favorable, amb Scott Homewood dient que "l'àlbum només fa olor d'haver estat muntat amb la intenció de capturar el creixent mercat alternatiu del país".
El segon àlbum de Shelton, "The Dreamer", va ser llançat per primera vegada el 4 de febrer de 2003 a Warner Bros. Records. El seu primer senzill, "The Baby", va arribar al número 1 a les llistes de diversos països, mantenint aquesta posició durant tres setmanes. Tot i que el segon i el tercer senzill ("Heavy Liftin'" i "Playboys of the Southwestern World", respectivament) només van arribar al número 32 i al número 24, "The Dreamer" també va obtenir la certificació d'or. Ell, juntament amb Andy Griggs i Montgomery Gentry, va cantar com a convidat al senzill de mitjan 2003 de Tracy Byrd "The Truth About Men". "Blake Shelton's Barn & Grill" va ser el títol del tercer àlbum d'estudi de Shelton, publicat el 2004. El seu primer senzill, el co-escriptor de Harley Allen "When Somebody Knows You That Well", va assolir el número 37 de les llistes de diversos països, mentre que el següent "Some Beach" es va convertir en el seu tercer èxit número 1, sostenint que posició durant quatre setmanes. Va ser seguit per una versió del senzill de Conway Twitty de 1988 "Goodbye Time". Tant aquesta portada com el seu seguiment, "Nobody but Me", també van arribar al Top Ten per a Shelton. Igual que amb el seu primer àlbum, Blake Shelton's Barn & Grill va ser certificat platí. Acompanyant el llançament de l'àlbum hi havia una col·lecció de vídeos titulada "Blake Shelton's Barn & Grill: A Video Collection".
El 18 de desembre de 2005, diverses de les cançons de Shelton, inclosa "Nobody but Me", van aparèixer a la pel·lícula de televisió The Christmas Blessing, protagonitzada per Neil Patrick Harris, Rebecca Gayheart, Angus T. Jones i Rob Lowe. Shelton va tenir un petit paper al final de la pel·lícula, interpretant-se a si mateix en un concert benèfic, cantant "Nobody But Me".

## 2006–2011: Pure BS i Startin' Fires
Shelton va llançar el seu quart àlbum d'estudi, Pure BS, a principis de 2007. A diferència dels seus tres primers àlbums, que van ser produïts íntegrament per Bobby Braddock, Shelton va treballar amb Braddock, Brent Rowan i Paul Worley com a productors d'aquest àlbum. Els seus dos primers senzills, "Don't Make Me" i "The More I Drink", van ser tots dos èxits dels 20 millors a les llistes de països, arribant respectivament al número 12 i al número 19. També a finals de 2007, Shelton va fer aparicions a la televisió. espectacles: primer com a jutge al concurs de talent Nashville Star, i més tard a Clash of the Choirs.
Pure BS es va tornar a llançar el 2008 amb tres temes addicionals, inclosa una versió de l'èxit senzill de Michael Bublé "Home". Aquesta portada, publicada a principis de 2008 com el tercer senzill de l'àlbum, es va convertir en el seu quart èxit número 1 al juliol.
"Home" va ser seguit a l'agost de 2008 pel senzill "She Wouldn't Be Gone", la seva 14a entrada a les llistes i el seu cinquè èxit número 1. Va ser la primera vegada en la seva carrera que tenia dos números u consecutius. "She Wouldn't Be Gone" és l'inici del cinquè àlbum d'estudi de Shelton, Startin' Fires, que també ha produït el senzill "I'll Just Hold On". Aquest àlbum també inclou "Bare Skin Rug", un duet amb Lambert. Va ser produït per Scott Hendricks, a excepció d'un tema que va ser produït per Brent Rowan, i un altre ("I Don't Care", que es va reproduir de Pure BS) va ser produït per Braddock.Grand Ole Opry Celebrates Triumphant Reopening With Blowout Concert, Surprise – Our Country Archived October 3, 2010, at the Wayback Machine. Yahoo Music (September 29, 2010). Retrieved June 20, 2011. Després que "I'll Just Hold On" caigués de les llistes l'octubre de 2009, Blake Shelton va llançar un duet amb Trace Adkins titulat "Hillbilly Bone". Va ser el senzill principal de l'EP de Shelton, Hillbilly Bone, publicat el 2 de març de 2010 a través de "Reprise Records Nashville". Després que "Hillbilly Bone" arribés al número 1 al febrer, va arribar el llançament a l'agost d'"All About Tonight", el senzill principal del seu EP homònim. Al setembre, va llançar el segon senzill d'"All About Tonight", "Who Are You When I'm Not Looking", el seu 18è single. Va llançar el seu primer àlbum de grans èxits, "Loaded: The Best of Blake Shelton" el novembre de 2010.
Shelton va ser convidat a unir-se a la Grand Ole Opry durant el concert "Country Comes Home" del 28 de setembre de 2010 que celebrava la reobertura de la "Grand Ole Opry House" després que el riu Cumberland inundés la Opry House el maig de 2010. La invitació formal es va estendre al seu Twitter compte i va ser anunciat per l'estrella d'Opry Trace Adkins. Va ser incorporat formalment per Adkins a l'actuació d'Opry del 23 d'octubre de 2010. Shelton va gravar la cançó principal del remake de "Footloose" llançat el 14 d'octubre de 2011. Shelton va aparèixer als "44th Annual Country Music Awards" el 10 de novembre de 2010, on va interpretar "All About Tonight" i va guanyar el Vocalista Masculin de l'Any.
El 2011, Shelton va començar a treballar com a jutge/entrenador a la sèrie de televisió de realitat de la NBC The Voice.

## 2011–2012: The Voice i Red River Blue
Blake Shelton va llançar l'àlbum Red River Blue el 12 de juliol de 2011, liderat pel senzill "Honey Bee". La cançó va rebre 138.000 descàrregues en la seva primera setmana i va ser certificat or en la seva setena setmana, establint un rècord per a la certificació d'or més ràpida per un cantant de country masculí. El 13 de juny de 2011, en la seva desena setmana de les llistes, "Honey Bee" va ocupar el número 1 de la llista Hot Country Songs, convertint-se en el seu novè número 1 i en el seu més ràpid ascens. L'àlbum va debutar al número 1 del Billboard 200 amb unes 116.000 còpies venudes. "God Gave Me You", una versió d'una cançó de Dave Barnes, va ser el segon senzill de l'àlbum; també va arribar al número 1. "Drink on It", la cinquena cançó de l'àlbum, va aconseguir el número 1 l'abril de 2012, donant-li la seva 11a cançó número 1. El 30 d'abril de 2012, Blake va interpretar "Over" a les semifinals de la segona temporada de The Voice. "Over" es va convertir en el setè número 1 consecutiu de Shelton i el seu 12è número 1 fins ara.
Blake Shelton és entrenador del programa de NBC The Voice. A la temporada 1, el seu finalista Dia Frampton va quedar segon. Frampton va gravar una cançó amb Shelton titulada "I Will" al seu àlbum Red, publicat el 6 de desembre de 2011. Shelton va tornar per a una segona temporada del programa amb la seva finalista Jermaine Paul com a campiona. A la tercera temporada de The Voice, el membre de l'equip de Shelton, Cassadee Pope, va ser declarat guanyador i un altre concursant de Team Blake, Terry McDermott, va acabar com a subcampió.
Blake Shelton va pujar a l'escenari amb Miranda Lambert al "Super Bowl XLVI" el febrer de 2012 per obrir l'esdeveniment, cantant una versió a duo de "America the Beautiful". Va ser la seva primera actuació televisiva des del seu casament el maig de 2011. A l'octubre de 2012, Shelton va llançar el seu primer àlbum de Nadal, "Cheers, It's Christmas", que va assolir la posició núm. 1 i no. 2, respectivament, a les llistes de Top Holiday Albums i Top Country Albums. Blake Shelton apareix a l'àlbum Lotus de la seva companya entrenadora de "Voice", Christina Aguilera, a la cançó "Just a Fool".

## 2013–2014: Basat en una història real
Poc després de la mitjanit del dia d'Any Nou de 2013, Shelton va estrenar un nou senzill titulat "Sure Be Cool If You Did", que va ser llançat a iTunes el 8 de gener i va arribar al número 1 a Billboard Hot Country Songs i Llistes Country Airplay el 2013. El seu vuitè àlbum d'estudi, Based on a True Story..., va ser llançat el 26 de març de 2013, i va debutar al número 1 de la llista de països i al número 3 de la llista de tots els gèneres en vendre'ls. una carrera de gairebé 200.000 còpies. El segon senzill de l'àlbum, "Boys 'Round Here", es va publicar a la ràdio country el 2013 i també va arribar al número 1 a la llista Country Airplay. El tercer senzill de l'àlbum, "Mine Would Be You", va ser llançat a la ràdio country el 22 de juliol de 2013 i va arribar al número 1 a la llista Country Airplay el novembre de 2013. "Mine Would Be You" es va convertir en el desè número 1 consecutiu de Shelton. senzill, empatant-lo amb el rècord establert per Brad Paisley el 2009. Amb el llançament del quart senzill de l'àlbum, "Doin' What She Likes", Shelton va aconseguir el seu onzè senzill número 1 consecutiu, trencant així l'empat.
Blake Shelton va rebre el "Gene Weed Special Achievement Award" pel seu paper d'entrenador a "The Voice als 48th Academy of Country Music Awards" el 2013. Shelton va donar suport a "Based on a True Story"... en la seva gira "Ten Times Crazier" que va començar el 19 de juliol de 2013, i va finalitzar el 5 d'octubre de 2013. Shelton va continuar la gira el 2014 i el 2015. A la quarta temporada de The Voice, es va convertir en l'entrenador guanyador per tercera vegada consecutiva amb els membres de l'equip Danielle Bradbery com a guanyadora i "The Swon Brothers" en tercer lloc.

## 2014–2016: tornant el sol
A l'agost de 2014, Shelton va anunciar que el seu novè àlbum d'estudi, Bringing Back the Sunshine, seria llançat el 30 de setembre de 2014. L'àlbum conté els senzills "Neon Light", "Lonely Tonight" (un duet amb la cantant country Ashley Monroe), "Sangria" i "Gonna". Els quatre senzills han arribat al número 1 de la llista Country Airplay. El 13 de novembre de 2014, Shelton va ser inclòs al Saló de la Fama d'Oklahoma pels seus èxits en la indústria de la música i pel treball generós que ha fet pel seu estat d'origen. Shelton més tard va qualificar el reconeixement d'"increïble" i "un honor".
A la setena temporada de "The Voice", Craig Wayne Boyd es va coronar guanyador, marcant a Shelton la seva quarta victòria. Shelton va gravar una versió de l'èxit de Bob Dylan de 1974 "Forever Young" per a la banda sonora de Max, que es va estrenar als Estats Units el 26 de juny de 2015. El segon àlbum de grans èxits de Shelton, "Reloaded: 20#1 Hits, es va publicar el 23 d'octubre de 2015.

## 2016–2018: Si sóc honest i Texoma Shore

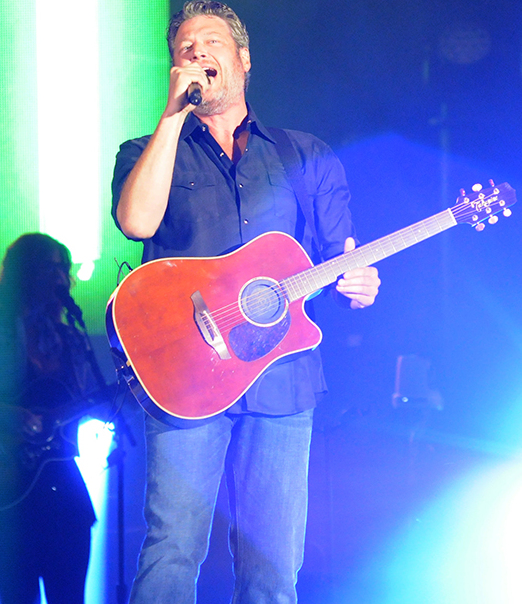
Shelton a la cerimònia d'obertura dels Warrior Games 2017

El desè àlbum d'estudi de Shelton, "If I'm Honest", es va publicar el maig de 2016. El primer senzill de l'àlbum "Came Here to Forget" es va publicar a la ràdio country el 8 de març de 2016. El 9 de novembre de 2015, Nickelodeon va anunciar que Shelton seria l'amfitrió dels Kids' Choice Awards 2016. El 8 d'abril de 2016, es va llançar un segon senzill de l'àlbum, "Savior's Shadow". Va ser llançat a la ràdio cristiana el 12 d'abril de 2016. El juny de 2016, Shelton va llançar "She's Got a Way with Words" com el tercer senzill general de l'àlbum i el segon senzill country promocionat. La cançó va assolir el número 7 a la llista Country Airplay, posant fi a la ratxa de 17 senzills número u consecutius de Shelton. "A Guy with a Girl", el quart senzill de l'àlbum i el tercer senzill country promocionat, va assolir el cim de les llistes a principis de gener, guanyant a Shelton el vint-i-tresè primer lloc de la seva carrera.
El desè tema de l'àlbum "Friends" és el tema principal de The Angry Birds Movie, que es va estrenar als EUA el 20 de maig de 2016. Shelton també dona veu al personatge d'Earl, un porc.
El juny de 2016, Shelton va celebrar la gran inauguració de la seva exposició al Country Music Hall of Fame and Museum. L'exposició, titulada "Blake Shelton: Based on a True Story", recorre la carrera i els èxits de Shelton, abastant els seus humils inicis a Oklahoma, els seus orígens a Nashville i el seu eventual camí cap a l'èxit i el reconeixement general a través del seu paper com a entrenador a The Veu.
El setembre de 2016, Shelton va ser seleccionat com un dels 30 artistes per actuar a "Forever Country", una cançó combinada de "Take Me Home, Country Roads", "On the Road Again" i "I Will Always Love You". celebrant els 50 anys dels Premis CMA. El senzill va debutar en el número u de les cançons Hot Country de Billboard. A l'onzena temporada de The Voice, Sundance Head es va coronar com a guanyador, donant a Shelton la seva cinquena victòria al programa.
El març de 2017, la figura de cera de Shelton es va donar a conèixer al "Madame Tussauds Nashville" i a l'abril Shelton va ser homenatjat a la Gala dels Ambaixadors de la Creativitat d'Oklahoma, sent un dels vuit destinataris a rebre el medalló de l'Ambaixador de la Creativitat. A la tretzena temporada de The Voice, Chloe Kohanski es va coronar com a guanyadora, donant a Shelton la seva sisena victòria al programa. L'11 de setembre de 2017, Shelton va llançar "I'll Name the Dogs" com a senzill inicial del seu onzè àlbum d'estudi. L'àlbum, Texoma Shore, es va publicar el 3 de novembre de 2017. El segon senzill de l'àlbum, "I Lived It", es va publicar a la ràdio country el 29 de gener de 2018.

## 2019-present: Fully Loaded: el país de Déu i el llenguatge corporal
El 2019, Shelton va llançar un àlbum recopilatori titulat Fully Loaded: God's Country. L'àlbum va ser precedit pel senzill "God's Country", que va assolir el número u a Hot Country Songs a mitjans del 2019. També es va publicar de l'àlbum "Hell Right", un segon duet amb Adkins, així com "Nobody but You", una col·laboració amb la seva parella Gwen Stefani.
El 2020, Todd Tilghman va ser anunciat com el guanyador de la divuitena temporada de The Voice, donant a Shelton la seva setena victòria a la sèrie. El 2021, la temporada 20, el seu finalista Cam Anthony va ser nomenat guanyador, assegurant a Shelton la seva vuitena victòria com a entrenador.
Shelton va llançar el seu dotzè àlbum d'estudi, Body Language, el 21 de maig de 2021, el primer en més de quatre anys. El llançament de l'àlbum va ser precedit pels senzills "Happy Anywhere" i "Minimum Wage". El 7 de setembre de 2022, Shelton va anunciar la seva gira de 18 cites Back to the Honky Tonk Tour. Carly Pearce i Jackson Dean s'uniran a Shelton com a teloners de la gira.
El 4 d'octubre de 2022, Shelton va vendre la propietat dels seus enregistraments mestres publicats comercialment entre 2001 i 2019 a Influence Media Partners.

## Altres empreses
Shelton és soci, juntament amb Ryman Hospitality Properties (els propietaris del Grand Ole Opry), d'una petita cadena de restaurants i complexos d'entreteniment anomenada Ole Red. El primer Ole Red es va obrir a la ciutat natal de Shelton, Tishomingo, Oklahoma, el setembre de 2017. Una ubicació de Nashville es va obrir el maig de 2018. Una tercera ubicació a Gatlinburg es va obrir el març de 2019. Una quarta ubicació a Orlando, Florida, es va obrir el maig de 2020. Una ubicació més petita es va obrir a l'aeroport internacional de Nashville el 2022, i una ubicació situada a l'Strip de Las Vegas està prevista per al 2023 o el 2024.

## Llegat
Des del seu debut el 2001, Shelton ha rebut crítiques positives de músics i crítics. El New York Times va descriure Shelton com "l'ambaixador més important i visible de Nashville al corrent principal nord-americà". Rolling Stone es va referir a ell com "una de les estrelles més grans de la música country durant l'última dècada".
A Backstory: Blake Shelton, una emissió especial de televisió del GAC el 2012, les estrelles country Miranda Lambert i Trace Adkins van donar el seu elogi a Shelton, respectivament. Lambert va declarar que "el respecta tant com a vocalista", mentre que Adkins va dir que "serà tan rellevant en aquest negoci com vulgui ser-ho durant el temps que vulgui". Brenda Lee, membre del Country Music Hall of Fame, ha elogiat tant la seva veu com la seva composició. La cantant i compositora Sheryl Crow atribueix a Shelton la seva inspiració musical.
Shelton va ser inclòs al "Saló de la Fama d'Oklahoma" el 2014, i va ser membre del Grand Ole Opry el 2010.

## Assoliments
Article principal "https://en.wikipedia.org/wiki/List_of_awards_and_nominations_received_by_Blake_Shelton"

Shelton ha rebut 10 Country Music Association Awards, sis Academy of Country Music Awards, un premi CMT Artist of the Year i 10 CMT Music Awards. També ha rebut vuit American Country Awards, set People's Choice Awards, tres American Music Awards, un Billboard Music Award, i un iHeartRadio Music Award, entre d'altres. Shelton ha guanyat 27 premis BMI i 27 premis ASCAP. Va ser inclòs al Grand Ole Opry el 2010, pels seus nombrosos èxits en la música country, i al Saló de la Fama d'Oklahoma el 2014, aconseguint el més alt honor que es pot rebre de l'estat. L'abril de 2013, Shelton va rebre el prestigiós premi Gene Weed Special Achievement Award de l'Acadèmia de Música Country pel seu èxit individual sense precedents, únic i excepcional en la música country i la televisió. Pel seu treball a The Voice com a personalitat de televisió, Shelton va rebre el premi NATPE Reality Breakthrough a la millor personalitat de la realitat el 2017. Shelton ha obtingut nou nominacions als Grammy al llarg de la seva carrera, incloses nominacions a Millor àlbum country, Millor interpretació country en solitari i Millor pel·lícula musical.
Com un dels artistes country amb més èxit d'avui, Shelton ha venut més de 10 milions de discos a tot el món, i a partir del 2017, ha venut més de 30 milions de senzills, tot i que ha generat un total de 1.700 milions de reproduccions a tot el món. Shelton també ha acumulat un impacte comercial enorme en la indústria de la música country. El seu senzill debut "Austin", del seu àlbum homònim que va vendre el platí del 2001, va empatar el rècord establert per Billy Ray Cyrus el 1992, mantenint-se al capdavant de les llistes de països durant cinc setmanes i marcant la marca del senzill debut d'un artista a Broadcast. Era dels sistemes de dades. L'èxit d'"Austin" també va fer que Shelton reclamés la posició número 1 tant a la llista Hot Country Singles & Tracks de Billboard com a la llista Top Country Singles Sales, convertint-se en el primer artista country masculí debut a posseir el primer lloc en ambdues llistes simultàniament. Més tard, el 2010, el primer senzill de Shelton, "Honey Bee", del seu sisè àlbum d'estudi Red River Blue, va establir un nou rècord de descàrregues durant la primera setmana d'un cantant de country masculí. Com a resultat de les descàrregues, la cançó va debutar al número tretze de la llista Billboard Hot 100 datada per a la setmana que va acabar el 23 d'abril de 2011. Aquesta entrada va convertir Shelton en l'artista country masculin amb més debut a l'Hot 100 des de Garth Brooks (enregistrant com a Chris Gaines) va debutar al número cinc el setembre de 1999. Com a resultat de l'èxit comercial massiu de la cançó, Shelton també va aconseguir el rècord del senzill de més ràpid augment que mai va vendre més de 500.000 còpies digitals d'un solista country masculí. L'any 2013, el vuitè àlbum de Shelton, Based on a True Story..., va donar lloc a l'èxit "Doin' What She Likes", que va batre el rècord establert anteriorment per Brad Paisley el 2009 amb la majoria de senzills número 1 consecutius al Country Airplay. 24 anys d'història del gràfic, des que Nielsen Broadcast Data Systems va fer un seguiment per primera vegada el gener de 1990. El 2016, "Came Here to Forget", el primer senzill del desè àlbum d'estudi de Shelton, If I'm Honest, va estendre aquesta ratxa en un rècord de 17 senzills número u consecutius, el que el va portar a superar el rècord de Earl Thomas Conley. 16 senzills número u consecutius. A partir del 2017, Shelton segueix sent un dels cinc artistes country que ha aconseguit l'estatus número 1 a la llista Billboard Artist 100, després d'haver marcat les 156 setmanes que hi ha hagut. Els premis CMA van reconèixer Shelton, a més de George Strait i Vince Gill, com els rècords de la majoria de victòries per al vocalista masculí de l'any, ja que tots tres han aconseguit cinc victòries cadascun. El gener de 2017, es va convertir en el primer artista country a guanyar l'àlbum preferit dels People's Choice Awards. Durant la cerimònia, Shelton també es va endur el trofeu a l'artista preferit del país, marcant la seva segona victòria consecutiva a la categoria. El 6 de novembre de 2017, va fer història de Country Aircheck quan es va convertir en el primer artista a presentar sis cançons simultàniament, del seu àlbum Texoma Shore.
El 14 de novembre de 2017, Shelton es va convertir en el primer artista country a ser nomenat Sexiest Man Alive per la revista People, i és el segon músic a rebre l'honor (el primer és Adam Levine, també entrenador de The Voice). El 2016, Billboard va publicar la seva llista de "Greatest of All Time Country Artists" i va reconèixer Shelton a la llista, situant-lo en el número 50. Shelton també va figurar a la llista de Billboard dels "Greatest of All Time Country Albums" i "Greatest of All". Time Country Songs" amb Based on a True Story... ocupant la posició del número 51 a la llista i "God Gave Me You" ocupant el número 80 de la llista, respectivament.
El 2019, Billboard va publicar la seva llista de "Top Country Albums" del final de la dècada i va reconèixer Shelton a les llistes, situant-lo al número 14 per Based on a True Story..., al número 24 per Reloaded: 20#1 Hits, El número 49 d'"If I'm Honest" i el número 50 de "Red River Blue". Shelton també es va classificar a la llista de "Top Country Songs" de final de dècada de Billboard amb "God Gave Me You" al rànquing número 19 de la llista, "Honey Bee" al rànquing número 23 i "God's Country" ocupant la posició de Núm. 26 del gràfic. Shelton també va figurar a la llista de finals de dècada de Billboard dels "Top Billboard 200 Albums" amb Based on a True Story... en el lloc 51. Shelton va acabar el 2019 a la llista Hot Country Songs amb 52 entrades, la majoria de qualsevol artista country d'aquesta dècada. Als CMT Music Awards 2020, va guanyar el millor vídeo col·laboratiu pel seu duet "Nobody But You" amb Gwen Stefani.

## Vida personal
Shelton es va casar amb la núvia de molt de temps Kaynette Gern el 17 de novembre de 2003. Es van divorciar el 2006.
El 2005, Shelton va conèixer la cantant Miranda Lambert al concert dels 100 Greatest Duets de la CMT. Lambert també va cantar la veu de fons a la seva versió de la cançó de Michael Bublé, "Home", que es va convertir en un senzill número u a la llista Hot Country Songs. El 9 de maig de 2010, després de sortir durant quatre anys, Shelton va fer la proposta a Lambert. Shelton i Lambert es van casar el 14 de maig de 2011 a Boerne, Texas.
El 17 de gener de 2012, el pare de Shelton, Dick, de 71 anys, va morir a Oklahoma, després d'un període de salut deteriorada. El germà de Shelton, Richie, va morir el 1990 com a conseqüència d'un accident d'automobil quan Blake tenia 14 anys. Blake i Lambert van escriure sobre Richie a la cançó de Lambert, "Over You". La cançó va ser nomenada Cançó de l'any CMA per al 2012. També va ser nomenada Disc únic i Cançó de l'any als Premis de l'Acadèmia de Música Country 2013.
El juliol de 2015, Shelton i Lambert van anunciar el seu divorci. La parella va publicar un comunicat: "Aquest no és el futur que imaginàvem i és amb el cor pesat que avancem per separat. Som persones reals, amb vides reals, amb familiars, amics i companys reals. Per tant, demanem privadesa. i compassió pel que fa a aquest assumpte tan personal." El seu divorci es va finalitzar més tard aquell mateix dia.
A finals de 2015, es va anunciar que Shelton havia començat a sortir amb la seva col·lega de The Voice, la cantant Gwen Stefani. Shelton va dir que ell i Stefani es van unir per primera vegada pels seus divorcis en curs l'estiu del 2015 quan van filmar la novena temporada de The Voice, afirmant: "Gwen em va salvar la vida. Qui més a la terra podria entendre passar per un divorci d'alt perfil d'un altre músic.? Ni tan sols us podeu imaginar les similituds dels nostres divorcis."
Stefani i Shelton han col·laborat en la música nombroses vegades des que es van fer parella. El 2015, els músics van co-escriure la cançó "Go Ahead and Break My Heart" mentre navegaven al començament de la seva relació. El duet va aparèixer a l'àlbum de Shelton del 2016, "If I'm Honest". El 2020, els seus duets "Nobody But You" i "Happy Anywhere" van arribar al número 1 a la llista Billboard US Country Airplay. També van col·laborar en la cançó "You Make It Feel Like Christmas", que apareix a l'àlbum festiu de Stefani del 2017 amb el mateix nom.
En una entrevista de gener de 2020 amb Gayle King, Shelton va dir sobre Stefani: "Creus que saps què és l'amor, i per a mi, no ho vaig saber fins que ella va entrar a la meva vida". El 27 d'octubre de 2020, Shelton i Shelton i Stefani va anunciar el seu compromís després de cinc anys de cites. La parella més tard va compartir més detalls, inclòs que Shelton va proposar a Stefani davant dels seus tres fills i altres membres de la família en una capella de la seva propietat a Oklahoma. Es van casar en aquesta mateixa capella el 3 de juliol de 2021.
Shelton va acceptar el seu paper de padrastre dels tres fills de Stefani. "Cada dia m'he enamorat dels nois tant com de Gwen", va dir sobre els fills d'Stefani al Country Radio Seminar al març de 2022.
El 2015, Forbes va estimar els ingressos anuals de Shelton en 28,5 milions de dòlars.
El 6 de juny de 2017, HLN va emetre un especial anomenat "Our Journeys Home", en el qual Shelton i l'amfitrió de HLN Morning Express, Robin Meade, es va revelar que eren cosins quarts.
El 12 d'octubre de 2019, Shelton va oficiar el casament de Trace Adkins i l'actriu canadenca Victoria Pratt a Nova Orleans, Louisiana.

## Filantropia
L'octubre de 2013, Shelton va donar 20.000 dòlars al Departament de Conservació de la Vida Silvestre d'Oklahoma després d'un concert a Tulsa, Oklahoma. La donació es va utilitzar per donar suport als programes d'educació a l'aire lliure del departament. Després de la donació, Shelton va dir: "Els esforços d'educació juvenil del Departament de Vida Silvestre són una manera important de fer que els nens tornin a l'aire lliure".
El setembre de 2016, va donar 600.000 dòlars al "Jimmy Everest Center", un hospital de la Universitat d'Oklahoma per a nens amb càncer de sang i trastorns de la sang. Aquesta donació va seguir un parell de concerts de Shelton a Oklahoma City que van generar els fons que va donar. Shelton afirma que té un vincle personal amb l'hospital, ja que la filla del seu cosí, Aspen, va ser diagnosticada amb càncer i tractada a la instal·lació. Va crear el Blake Shelton Cancer Research Program en aquest mateix hospital.
El febrer de 2018, Shelton va donar 50.000 dòlars a la seva ciutat natal de Tishomingo, Oklahoma. Va recaptar els diners de la venda d'entrades al seu restaurant Ole Red.
El 13 de març de 2019, va fer un concert privat a la seva ubicació d'Ole Red Gatlinburg, celebrant la seva inauguració durant una setmana. Shelton va guanyar 29.214 dòlars amb la venda d'entrades i, juntament amb 25.000 dòlars de "Ryman Hospitality Properties", va donar la suma de 54.214 dòlars als programes de música de la "Gatlinburg-Pittman High School".
Durant un curt període a finals de març de 2020 fins a principis d'abril de 2020, Shelton va reduir el preu de la seva mercaderia i va donar una part de les seves vendes al fons d'ajuda MusiCares COVID-19.
L'abril de 2020, Shelton va donar 150.000 dòlars a la recaptació de fons "Give from Home Day", una associació entre l'estació de notícies afiliada a Oklahoma City ABC KOCO 5 i el Regional Food Bank d'Oklahoma amb l'objectiu d'ajudar a alimentar els famolencs durant la pandèmia COVID-19 a els Estats Units.